# لورنس گری
لورنس گری (انگلیسی: Lawrence Gray؛ ۲۸ ژوئیهٔ ۱۸۹۸ – ۲ فوریهٔ ۱۹۷۰) یک هنرپیشه دهه‌های ۱۹۲۰ و ۱۹۳۰ میلادی اهل ایالات متحده آمریکا بود. وی بین سال‌های ۱۹۲۵ تا ۱۹۳۶ میلادی فعالیت می‌کرد.

## گزیده فیلمشناسی
از فیلم‌ها یا برنامه‌های تلویزیونی که وی در آن نقش داشته‌است می‌توان به آثار زیر اشاره کرد.
- سانی (فیلم ۱۹۳۰) (۱۹۳۰)
- مرد دنیادیده (۱۹۳۱)
- فرزندان لذت